# Behave Yourself
Albums de Cold War Kids
Loyalty to Loyalty
(2008) Mine Is Yours
(2011)
Behave Yourself est le cinquième EP du groupe Cold War Kids, sorti en 2010 sur le label V2 Music. Il était disponible sur iTunes en avant-première depuis le 29 décembre 2009 avec en bonus un morceau intitulé Baby Boy et un booklet en format .pdf.
Le style de l'EP est plus calme, avec une utilisation du piano moins marquée que dans Loyalty to Loyalty, le précédent album.
Le site officiel du groupe annonce un nouvel album automne 2010, cet EP servant à sa promotion.

## Liste des titres
1. Audience of One - 3:02
2. Coffee Spoon - 3:56
3. Santa Ana Winds - 2:34
4. Sermons - 4:34
5. Baby Boy - 0:36 (Bonus iTunes)